# Элизабет (река, Тасмания)
Элизабет (англ. Elizabeth River) — река в восточной части Тасмании (Австралия), правый приток реки Маккуори. Длина реки Элизабет составляет около 60 км, площадь бассейна — около 400 км².

## География

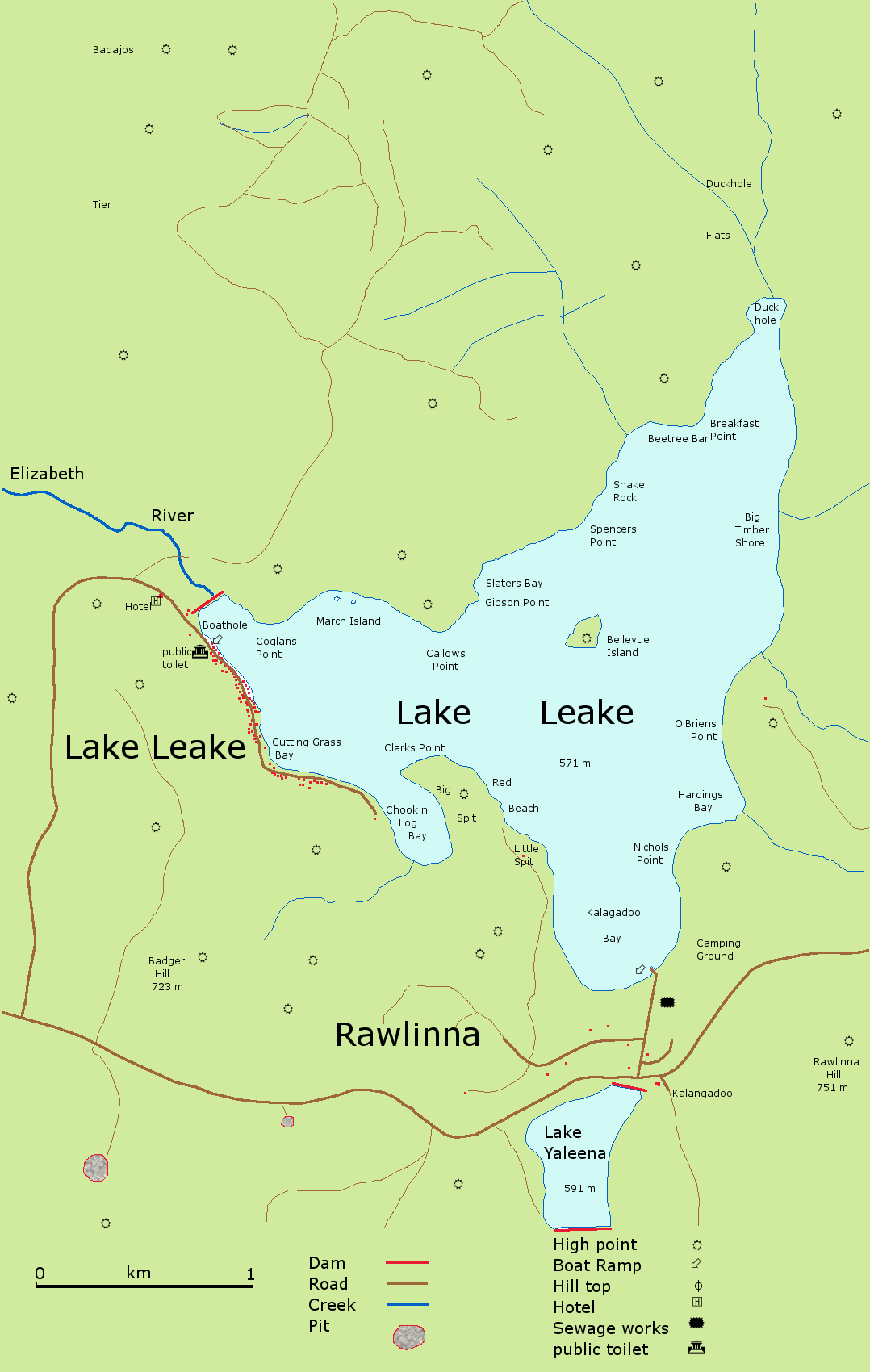
Карта озера Лик (река Элизабет вытекает с западной стороны озера)

Река Элизабет вытекает из самой западной точки искусственного озера (водохранилища) Лик, водная поверхность которого находится на высоте 571 м.
Площадь бассейна реки Элизабет составляет около 400 км², из которых примерно 70 км² являются площадью водосбора озера Лик, включая впадающую в него реку Сноуи-Ривер.
Примерно в пяти километрах от места своего впадения в реку Маккуори река Элизабет протекает через город Кэмпбелл-Таун. В Кэмпбелл-Тауне реку Элизабет пересекает исторический кирпичный мост Ред-Бридж, построенный в 1836—1838 годах. Мост был построен на сухом месте в стороне от русла реки, а затем течение реки было перенаправлено в новое русло, проходящее под мостом.

## История
В начале XIX века нынешняя река Элизабет носила название Релиф-Крик (Relief Creek). Она была переименована губернатором Нового Южного Уэльса Лакланом Маккуори, когда он останавливался в районе нынешнего Кэмпбелл-Тауна в 1821 году. И город, и река были названы в честь его жены Элизабет Маккуори, урождённой Кэмпбелл.

## Рыбная ловля
Река Элизабет является одним из популярных мест для рыбной ловли в Тасмании. В частности, там водятся кумжа (Salmo trutta, англ. brown trout — коричневая форель) и микижа (Oncorhynchus mykiss, англ. rainbow trout — радужная форель).